# Jurići (miasto Poreč)
Jurići – wieś w Chorwacji, w żupanii istryjskiej, w mieście Poreč. W 2011 roku liczyła 3 mieszkańców.